# Love Story (novela)
Love Story es una novela romántica de 1970 del escritor estadounidense Erich Segal. Los orígenes del libro fueron de un guion escrito previamente por Segal y fue posteriormente aprobado para la producción de una película de Paramount Pictures. Paramount pidió que Segal adaptar la historia en forma de la novela como una vista previa de las clases para la película. La novela fue lanzada el 14 de febrero de 1970, el Día de San Valentín. Algunas partes de la historia aparecieron originalmente en el Ladies Home Journal. Love Story se convirtió en la obra más vendida de la ficción de la década de los 70 en los Estados Unidos, y fue traducido a más de 20 idiomas. Una secuela, La historia de Oliver, se publicó en 1977. La película homónima fue lanzada el 16 de diciembre de 1969
. 
Considerado un clásico de la novela romántica anglosajona, “Love Story”,  tiene fanes y detractores, y si bien fue bastante popular durante el periodo de publicación, la historia alcanzó su mayor punto de admiradores gracias a que los directores John Korty y Arthur Hiller que la adaptaron al cine en el mismo año de su estreno. Erich nos lleva al mundo de Oliver Barrett, nos cuenta su historia de amor con Jennifer Cavalleri, una chica a la que conoce en la biblioteca de la universidad, estudiante de música y arte, y con un carácter tremendo.  
Personajes  
Oliver Barrett IV
Oliver, es un joven de 24 años estudiante de Harvard (leyes), rico con y la vida resuelta, se entrega por completo a sus estudios, así como al hockey sobre hielo deporte que practica en el equipo de la universidad, tiene una pésima relación con su padre. Segal nos construye a un Oliver de estatura promedio en comparación a los hombres en estados unidos, una contextura física propia de un atleta, pero se hace característico, su pelo alocado, aunque laceado. En ocasiones resulta reaccionar de manera un poco impulsiva, como cuando Jennifer se encontraba hablando por teléfono con el señor Barrett, y este al no conseguir que Jennifer cortara la llamada, decidió acudir a la fuerza y arrebatarle el aparato de sus manos, de forma violenta. Es inteligente y esforzado, consiguió salir adelante aun habiendo tocando fondo, luego de que su padre dejara de financiarlo. A pesar de su crianza privilegiada no se muestra arrogante.                  
Jennifer Cavalleri                                                                                                                          
Sobre Jennifer  resulta un personaje fuerte, agudo y dulce, sus comentarios tienden a ser ingeniosos, sus bromas disfrutan de gracia y sus gustos refinados la convierten en un personaje que te hace simpatizar muy rápido, a diferencia de Oliver Jenny proviene de una familia de inmigrantes italianos, trabaja y lucha para poder vivir mientras a la vez también se esfuerza por cumplir sus sueños, su relación con Phil, su padre, es muy fuerte y afectuosa, en si esta disfruto de una familia unida y que se nota el enorme amor que le brindaron, algo de lo que Oliver no disfruto. En cuanto a su apariencia, este caso el autor decidió mostrarnos a una joven de 24 años que no luce baja al lado de su novio, destacaría en especial que Jenny exporta una vibra muy femenina y juvenil, tiene el pelo negro y largo, su contextura es delgada y sonoriza es hermosa, la verdad no se hace difícil imaginar porque Oliver estaba tan enamorado. 
Oliver Barrett III
El señor Barret es el padre de Oliver, su participación en la historia es limitada, a diferencia de Oliver el señor Barret si hace notar su distinción de clases. No se podría decir que fuese un buen padre, pero tampoco se pudiera negar su amor por Oliver. Durante la presentación formal donde Jenny conoció a la familia de Oliver. Mr. Barrett se portó de manera arrogante para con Jenny su conversación se basó en términos económicos, el interés de este solo se enfocó en la situación económica de ella, rasgos de un cliché estadounidense donde las familias acomodadas juegan el papel déspota al mejor estilo de Cruella de Vil. Que en este caso decidieron que fuera representado por un señor cuyo aspecto físico denotan el paso de los años, de estatura similar a Oliver, el señor muestra una contextura que sugiere un sobrepeso, la calvicie de la zona superior de la cabeza nos confirma que se trata de un señor de avanzada edad, con una vestimenta muy cuidada reafirmando nuevamente su clase social. 
Phil
El señor Phil es el padre de Jenny, como ya se mencionó este mantiene una excelente relación con su hija, se muestra como un apersona amorosa y sensible, incluso carismática, sus acciones están influidas por su fiel religiosidad, aunque no se podría decir que fuese un fanático, su amor por su hija le permitió aceptar que esta no se casara en una iglesia católica, sus intervenciones también son limitadas, pero si algún fragmento destacara de él sería el momento donde se enteró de la fractura en la relación de Oliver con su padre, el señor Phil intento intervenir en pro de solucionar la compleja situación, demostrando el enorme valor que este le da a la familia. Su apariencia vendría a ser la de uno de esos abuelos cariñosos, un tanto encorvado, lucía flacucho y canoso. Reflejando la dura vida que llevó tratando de salir adelante luego de haber emigrado de Italia , cabe destacar que el señor Phil hacia pasteles.  

Resumen
***********Si algo se podría desatacar del Libro, es que, en su forma original era un guion para la película que mientras esperaba el apoyo para ser producida fue convertida a novela, es así como el libro contiene una fuerte relación con la película, y de la cual se extrajeron las imágenes que nos facilitan conocer a los personajes.**********   
“¿Qué puede decirse de una chica de veinticinco años que murió? Que era guapísima. Y muy inteligente. Que le gustaba Mozart y Bach. Y los Beatles. Y yo.”   

Así comienza esta historia, que luego de un flash back nos lleva a una biblioteca de Radcliffe en Cambridge donde Jenny trabaja, Oliver se acerca para pedirle un libro a lo que Jenny responde de forma descarada (le dijo que en su universidad tenían muchos más libros y que no tenía porque venir a pedir libros en Radcliffe) , desatando perplejidad en Oliver, tras una pequeña discusión con aires de coqueteo Jenny le insinúa a Oliver que la invite a tomar un café. Luego de la primera cita surgieron una serie de encuentros, los primeros, aunque inocentes estaban llenos de una fuerte vibra sexual, un factor se muestra con bastante precisión en el libro, su historia de amor continuaba sin muchos contratiempos. Un punto clave de la obra o donde podríamos decir que comienza el nudo, es cuando Oliver se entera de que Jenny se va a estudiar a París, tras una corta discusión este le termina pidiendo matrimonio, Jenny acepta, posteriormente a esto se da un bochornoso encuentro entre Jenny y la familia de Oliver, resultaba que la familia Barrett no empatiza con la señorita Cavalleri la cual les resulta poco conveniente para su hijo dado su inferior clase social, y aun menos le gustó la idea del cansamiento, es por eso que en un intento de charla en un restaurante, el padre de Oliver,  le pide que aplace el casamiento y que lo piense mejor, Oliver no accede, a la petición,  el padre amenaza con quitarle la mantención y dejar de pagar la universidad, Oliver se mantiene firme en su idea y decide retirarse de manera violenta. Más tarde en la casa del padre de Jenny, este intenta llamar al Señor Barret para interceder en la compleja situación, reclamándole al muchacho sobre lo importante de la relación padre e hijo, Oliver no le permite esto al señor Phil, pasado el momento, los novios le cuentan sobre la idea del casamiento, este se emociona ya que cree que será una boda bajo las normas de la iglesia, pero Oliver interviene y le explica que él es ateo y pues no quiere actuar de manera hipócrita, al señor lógicamente no le hace mucha ilusión esto, pero de igual manera decide apoya a su hija. Finalmente ambos se casan, por la vía civil, llegado a este punto de la historia ambos trabajan y viven juntos ( Jenny trabaja en un colegio y Oliver trabaja en la mantención de barcos) Oliver además también estudia. A mediados de la trama somos testigos de la que puede ser la escena, más recordada por los lectores, Oliver seguía enojado con su padre, y un día llegó una invitación para asistir al cumpleaños de este, Oliver se negó a aceptarla, pero Jenny quería que  fuera e hiciera las paces con su padre, terminaron discutiendo de manera violenta, Jenny sale de la casa, y Oliver sale en su búsqueda, pero, solo la encuentra hasta que vuelve a casa, sentada frente a las esclareas, ya que no tenía las llaves del hogar, Oliver le pide perdón y Jenny responde con la que es posiblemente la frase más famosa de la obra “amar significa nunca tener que decir que lo sientes” . A pesar de la discusión ellos son una pareja fuerte y consiguen superar la pequeña crisis. El tiempo pasa y Oliver logra graduarse, consigue un muy buen empleo en New York, gana un muy buen salario y la calidad de vida aumenta así también su clase social, estos ya tenían la vida bastante resuelta, y deciden tener un hijo, tras no lograrlo acuden a un doctor, el cual les da una terrible noticia. Jenny tiene una enfermedad terminal, La nueva misión de Oliver en la vida es que Jenny sea feliz en sus últimos días, es por eso que mientras está hospitalizada, acude donde el señor Barrett y le pide un préstamo argumentando una mentira, el señor Barrett accede, este dinero lo empleo para pagarle los tratamientos más caros a Jenny, una vez más tratando de evitar que esta pasara dolores, Oliver se siente culpable, se culpa porque Jenny no fue a París; porque no pudo continuar sus estudios y porque lo hizo por apoyarlo a él, es así como Jenny es su lecho de muerte; le pide que no se culpe, que ella no se arrepiente de nada y que además sea fuerte: Como último regalo para su padre Jenny le permite que realice un entierro católico luego de su muerte. Para el final de la historia Oliver se encuentra destrozado, a la salida de su vivienda se encuentra con el señor Barrett que le pide perdón por sus acciones y que lo siente por la muerte de Jenny; Oliver cierra con la repetición de la frase...…..  “amar significa nunca tener que decir que lo sientes”. 
- Datos: Q1373645